# Jhoan Arenas
Jhoan Manuel Arenas Delgado (Chinácota, 16 gennaio 1990) è un ex calciatore colombiano, di ruolo centrocampista.

## Carriera
Ha giocato nella massima serie dei campionati colombiano, venezuelano e kazako.